# Almost Is Never Enough
"Almost Is Never Enough" là một bài hát song ca giữa nữ nghệ sĩ thu âm người Mỹ Ariana Grande và thành viên Nathan Sykes của ban nhạc nam người Anh-Ireland The Wanted. Bài hát mang âm hưởng nhạc pop và soul này được sáng tác bởi Grande, Harmony Samuels, Carmen Reece, Al Sherrod Lambert, Olaniyi-Akinpelu, và nhà sản xuất Moses Samuels. Bài hát có hai phiên bản chính thức. Phiên bản nhạc phim nằm trong album nhạc phim chính thức của bộ phim điện ảnh kỳ ảo năm 2013 Vũ khí bóng đêm: Thành phố Xương và được phát hành vào ngày 19 tháng 8 năm 2013 bởi hãng ghi âm Republic Records và cũng là đĩa đơn quảng bá thứ hai của album sau "When the Darkness Comes" của nữ ca sĩ Colbie Caillat. Một phiên bản khác dài hơn được thực hiện cho album phòng thu đầu tay của Grande, Yours Truly (2013).

## Tiếp nhận
Bản song ca chủ yếu thu nhận được các ý kiến tích cực. Biên tập viên Mike Wass của trang Idolator gọi "Almost Is Never Enough" là một bài ca "huy hoàng" và "xúc cảm" và đề cao việc hợp tác giữa hai nghệ sĩ; "Công việc sản xuất đơn giản là vô tận và nó thể hiện được giọng ca đầy nội lực của Ariana. Và ai mà biết được rằng Nathan có thể hát được như thế? 'Almost Is Never Enough' là một sự tiết lộ và hứa hẹn về những điều tốt đẹp có trong album đầu tay của Grande." Brent Faulkner từ Star Pulse nhận thấy bản song ca là một sự kết hợp đầy bất ngờ một cách thú vị giữa các yếu tố hiện đại và cổ điển, đồng thời ghi chú rằng bài hát này "đáng ra phải ngờ nghệch hơn nhưng lại không phải". Andrew Unterberger của Popdust thì nói rằng bài hát đã "vượt ra ngoài lối đi của hai giọng ca tài năng của nó... và để họ mang nó đi bằng sức mạnh của giọng hát, và cũng của chính bài hát đó nữa. Kết quả là một bản ballad mang âm thanh trưởng thành và cổ điển một cách đáng ngạc nhiên." Unterberger cũng làm một phép so sánh với bản song ca của Mariah Carey và Boyz II Men, "One Sweet Day", cũng như "Brokenhearted" của Brandy và Wanya Morris nói chung.

## Xếp hạng
| Bảng xếp hạng (2013)     | Vị trí cao nhất |
| ------------------------ | --------------- |
| Anh Quốc (OCC)           | 49              |
| Hoa Kỳ Billboard Hot 100 | 82              |